# دوري الدرجة الأولى الروماني 1912–13
دوري الدرجة الأولى الروماني 1912–13 (بالرومانية: Cupa Hans Herzog 1912-1913)‏ هو الموسم 4 من  دوري الدرجة الأولى الروماني. أقيم خلال الفترة 17 فبراير 1913 وحتى 19 مايو 1913، وأشرف على تنظيمه اتحاد رومانيا لكرة القدم، وكان عدد الأندية المشاركة فيه  6، وفاز فيه Colentina A.C. București ‏.